# Tsaone Sebele
Tsaone Sebele (sinh ngày 27 tháng 10 năm 1993) là một vận động viên chạy nước rút người Botswana, chuyên về 100 và 200 mét.
Trong 100 mét, cô đã hoàn thành thứ tám tại Thế vận hội châu Phi 2015  và thứ bảy tại Giải vô địch châu Phi 2018. Cô lọt vào vòng 2 tại Đại học Mùa hè 2017.
Trong 200 mét, cô đã lọt vào bán kết tại Đại hội thể thao châu Phi 2015. Cô cũng đã thi đấu với một đội Botswanan tiếp sức tại Đại học 2017.
Thời gian tốt nhất cá nhân của cô là 11,61 giây trong 100 mét, đạt được vào tháng 3 năm 2017 tại Pretoria; và 23,79 giây trong 200 mét, đạt được vào tháng 9 năm 2015 tại Brazzaville.